# District de Sussundenga
Le district de Sussundenga est une subdivision administrative de la province de Manica à l'ouest du Mozambique. En 2007, sa population est de 129 851 habitants.

## Source de la traduction
- (en) Cet article est partiellement ou en totalité issu de l’article de Wikipédia en anglais intitulé « Sussundenga District » (voir la liste des auteurs).